# كليسيون (مقاطعة فيروزآباد)
كليسيون (بالفارسية: کلیسیون) هي قرية تقع في قسم أحمد آباد الريفي في إيران. يقدر عدد سكانها بـ 190 نسمة بحسب إحصاء 2016.